# Optioservus fastiditus
Optioservus fastiditus är en skalbaggsart som först beskrevs av Leconte.  Optioservus fastiditus ingår i släktet Optioservus och familjen bäckbaggar. Inga underarter finns listade i Catalogue of Life.